# Michael Huemer (Bauer)
Johann Michael Huemer vulgo Kalchgruber (* 17. August 1777 am Kalchgrubergut in Elmberg; † 10. Mai 1849 in Oberweitersdorf 4), Bauer am Kalchgrubergut in Elmberg 3 (heute Nr. 7), auch bekannt als „Bauernadvokat“, war ein Kämpfer für die Rechte der Bauern im heutigen Mühlviertel in Oberösterreich. Er lebt ab 1820 versteckt im Untergrund und könnte trotz steckbrieflicher Suche der Behörden bis zu seinem Tod 1849 nicht gefunden werden.

## Leben
Geboren als Sohn eines Mühlviertler Bauern, besuchte der Kalchgruber Michael in seiner Kindheit die Elementarschule und konnte sich durch die Unterstützung seines Vaters danach auch noch weiterbilden. So besaß er als Erwachsener eine damals für einen Bauern ungewöhnlich hohe Bildung, er konnte lesen und schreiben und kannte sich mit den Gesetzen aus. Im Jahre 1812 wurde er deshalb von der Herrschaft Wildberg zum Gemeinderichter von Katzbach (später Ortsteil von St. Magdalena) bestellt, einem Amt, das etwa dem heutigen Bürgermeister entspricht. Dabei setzte er sich immer wieder für die Rechte von Bauern ein, verfasste Einsprüche gegen zu hohe Steuern, gegen die Verweigerung von Eheschließungen, gegen die Verweigerung zur Ausstellung von Heimatscheinen (vergleichbar heutigen Personalausweisen, die benötigt wurden, um die Grundherrschaft zu verlassen) und gegen die Rekrutierung zum Militärdienst. Seit der Aufhebung der Leibeigenschaft durch Kaiser Joseph II. im Jahre 1781 und deren Umwandlung in eine Erbuntertänigkeit hatten die Bauern eine Reihe von rechtlichen Besserstellungen erhalten, die jedoch oft nur auf dem Papier existieren und von den lokalen Grundherren den rechtsunkundigen Bauern oft verweigert wurden. Der Kalchgruber setzte sich deshalb dafür ein, dass die Bauern zu ihrem niedergeschriebenen Recht kamen, und wandte sich in seinen Schreiben sogar bis an den Kaiser. Einmal gelang es ihm sogar, bei Kaiser Franz I. in Wien vorgelassen zu werden und diesem in einer Audienz seine Anliegen mitzuteilen. Damit machte er sich aber zusehends bei den lokalen Größen im Mühlviertel unbeliebt. So wurde er 1816 aus seinem Amt entlassen. Seine Tätigkeit als Rechtsberater der Bauern setzte er aber weiter fort, weshalb ihn die Behörden bald als einen Aufwiegler und Störenfried empfanden. Nach Ende der Napoleonischen Kriegen 1815 betrieb die Regierung unter Kanzler Metternich auch zunehmend eine Restaurationspolitik und versuchte die liberale Gesetzgebung von Kaiser Joseph II. oder der französischen Besatzungsmacht, die bis 1810 weite Teile Oberösterreichs kontrolliert hatte, wieder zurückzunehmen, wodurch sich auch die lokalen Grundherren in ihrer Ablehnung dieser Rechte bestätigt fühlten.
Im Jahre 1820 wurde Kalchgruber wegen Störung der öffentlichen Ruhe verhaftet, allerdings gewährte man ihm im Herbst einen Hafturlaub, um die Ernte auf seinem Bauernhof einzubringen. Dies nützte er, um unterzutauchen und sich vor den Behörden zu verstecken. Daraufhin begann eine lange Odyssee durch das ganze mittlere Mühlviertel bis hinauf zum Böhmerwald, wo sich Kalchgruber immer wieder an verschiedenen Orten aufhielt und von befreundeten Bauern versteckt wurde. Trotz steckbrieflicher Suche gelang es den Behörden nicht, ihn zu fassen, da er immer wieder mit Hilfe der Bauern auf teils trickreiche Art und Weise entwischen konnte. Seine Rechtsberatung für bedrängte Bauern setzte er hingegen weiter fort. Er hielt im Verborgenen regelrechte Sprechstunden ab und brachte die Anliegen der Bauern rechtskundig zu Papier. In manchen Monaten verzeichneten die Behörden bis zu 20 eingegangene Schriftstücke, die auf Grund der Handschrift dem Kalchgruber zugeordnet werden konnten. Als auch die Aussetzung einer Prämie keine Wirkung zeigte, gingen die Behörden zu Repressionen über und enteigneten seinen Hof, wodurch seine Frau und Tochter mittellos wurden. Dennoch konnte er selbst nie gefasst werden. Er versteckte sich in Erdkellern, die mit Fluchttunneln ausgestattet wurden, und die ausgesandten Spitzel wurden von den Mühlviertler Bauern schnell erkannt und auf eine falsche Fährte gelockt. Diese Taktik wurde „Leute verschicken“ genannt und hielt den gesamten Beamtenapparat in Schach. Auch drohten die Bauern jedem den Hof anzuzünden, der Informationen über seinen Aufenthaltsort an die Behörden preisgab.
Obwohl es Kalchgruber all die Jahre gelang, sich vor einer Verhaftung zu verstecken, zehrte das Leben im Untergrund an seinen Kräften. Suchten die Steckbriefe zu Beginn seiner Flucht noch einen großen, hageren Mann mit braunem Gesicht und braunen Haaren, so war es 14 Jahre später schon ein älterer Mann mit lichten weißen Haaren und blassem Gesicht, nach dem man fahndete. Erst als er 1849 am Hof seiner Tochter als 72-Jähriger erschöpft, krank und mittellos gestorben war, verständigten seine Anhänger den Landeshauptmann und informierten ihn, er könne sich nun den Kalchgruber am „Laden“ liegend anschauen, also auf der Totenbahre. Die Situation der Bauern hatte sich aber zu diesem Zeitpunkt bereits teilweise verbessert, da im Zuge der Revolution von 1848 am 7. September 1848 auch die Erbuntertänigkeit abgeschafft worden war – eine Maßnahme, die auch nach Niederschlagung der Revolution nicht rückgängig gemacht wurde.

## Würdigung
Im Jahr 1977 wurde das Kalchgruber-Denkmal im Friedhof von Alberndorf errichtet.